# Marselisborg Havn
Marselisborg Havn eller Marselisborg Lystbådehavn er en lystbådehavn i Aarhus. Havnen har plads til 450 lystbåde.

## Historie
I begyndelsen af 1980'erne blev trafikhavnen i Aarhus udbygget. I den forbindelse blev der etableret en lang mole ud i bugten til beskyttelse af trafikken, og området mellem den nye mole og Tangkrogen blev en opfyldning påbegyndt. Derved opstod en lagune yderst ved molen, og der begyndte mange bådejere at lægge deres både, idet der i det eksisterende anlæg var fyldt godt op med fritidsbåde.
Den planlagte opfyldning truede nu med at eliminere det uformelle oplægningsområde for lystfartøjer, og de bådejere, der brugte området, stiftede en forening for at kunne forhandle med kommunen. På et møde i maj 1982 blev Marselisborg Havneforening stiftet. Foreningen havde som det første held til at få stoppet den resterende opfyldning på havbunden, og dernæst gik man i samarbejde med især kommunen i gang med at planlægge en egentlig havn. Efter forskellige forhindringer barslede foreningen med et projekt for en havn med tre afsnit i april 1984. I slutningen af det følgende år forelå en lokalplan for området med plads til den nye lystbådehavn, og foreningens medlemmer havde tegnet sig for et betragteligt antal bådepladser, blandt andet var hele første afsnits 160 pladser solgt.
Byggeriet blev påbegyndt i januar 1986 med flere flydebroer samt enkelte bygninger (kiosk, toilet), og 24. maj samme år blev den første standerhejsning afholdt. I de følgende år blev havnen udvidet, og der en fuldtidshavnemester blev ansat. Der blev etableret en ny sejlsportsklub, Marselisborg Sejlklub.
Efterhånden er der opført en række større bygninger på havnen, så der nu er flere restauranter, proviantbutikker samt forskellige liberale erhvervslejemål.
I 2015 blev planer for en stor udvidelse af havnen offentliggjort. Projektet skal udvide kapaciteten med 500 bådpladser, hvilket er mere end en fordobling fra den nuværende. Efter planen skal udvidelsen stå færdig i 2020.